# Макинка, Дерби
Дерби Макинка (англ. Derby Makinka; 5 сентября 1965, Солсбери, Родезия — 27 апреля 1993, близ Либревиля, Габон) — замбийский футболист, игрок сборной Замбии.

## Биография
Начинал играть в Зимбабве. Позже оказался в Замбии, где играл за «Профунд Уорриорз».
В составе сборной Замбии участник футбольного турнира летних олимпийских игр-88.
В 1989 году вместе с партнерами по сборной — Виздомом Чансой и Пирсоном Мванзой — стал одним из первых «легальных» легионеров в чемпионате СССР по футболу в высшей лиге. Переход в советский клуб стал возможен в силу «хороших отношений» между СССР и Замбией.
Выступал за дебютанта лиги — «Памир» из Душанбе. Макинка дебютировал 2 октября в гостевом матче против московского «Торпедо» и провёл на поле весь матч. Игра для команды сложилась неудачно — гости проиграли 0:4. За «Памир» сыграл ещё 2 игры — гостевую против «Ротора» (22 октября, 0:1) и домашнюю против «Металлиста» (27 октября, 0:0). По завершении чемпионата вместе с партнёрами покинул команду и уехал из СССР.
Весной 1992 провёл 3 игры за польский «Лех», который стал в сезоне 1991/92 чемпионом Польши. Весной 1993 выступал за клуб из Саудовской Аравии «Аль-Иттифак».
27 апреля 1993 погиб в авиакатастрофе, направляясь вместе с другими сборниками на встречу со сборной Сенегала в отборочном турнире к чемпионату мира по футболу 1994.

## Достижения
- 3-й призёр Кубка африканских наций 1990 [5]